# Cucullia hildana
Cucullia hildana là một loài bướm đêm trong họ Noctuidae.